# Vrát
Vrát je vesnice, část obce Koberovy v okrese Jablonec nad Nisou. Nachází se asi 1 km na sever od Koberov. Je zde evidováno 63 adres. Trvale zde žije 101 obyvatel.
Vrát je také název katastrálního území o rozloze 2,34 km². V katastrálním území Vrát leží i Prosíčka.

## Historie
První písemná zmínka o obci pochází z roku 1322, kdy patřila Vokovi z Rotštejna. Aktivní Sokol existuje od roku 1897. Od 19. století do r. 1944 se byly ve vsi menší doly na železnou rudu.

## Pamětihodnosti
- Třípodlažní roubený venkovský dům čp. 14 ze 17. století s pískovcovým portálem.
- Polychromovaný mariánský kříž z r. 1857
- Přírodní památka Na Vápenici